# Elecciones generales de Alderney de 2014
Elecciones generales tuvieron lugar en Alderney el 22 de noviembre de 2012 de acuerdo con las reglas electorales en Alderney. Cinco de diez escaños estaban siendo elegidos. Hubo doce candidatos.

## Resultados
| Candidato                           | Votos | %     | Notas  |
| ----------------------------------- | ----- | ----- | ------ |
| Ian Tugby                           | 467   | 13,25 | Electo |
| Mate Birmingham                     | 446   | 12,66 | Electo |
| Graham McKinley                     | 410   | 11,63 | Electo |
| Norma París                         | 401   | 11,38 | Electo |
| Steve Roberts                       | 360   | 10,22 | Electo |
| Tony Haywood                        | 356   | 10,10 |        |
| Lin Maurice                         | 240   | 6,81  |        |
| Tony Barnes                         | 220   | 6,24  |        |
| Anthony Llewellyn                   | 193   | 5,48  |        |
| Colly Coleman                       | 172   | 4,88  |        |
| Geoff Le Prevost                    | 134   | 3,80  |        |
| Caroline Ely                        | 125   | 3,55  |        |
| Votos en blanco/nulos               | 0     | –     | –      |
| Total                               |       |       | –      |
| Electores registrados/participación | 1 267 | 69,4  | –      |
| Fuente: Estados                     |       |       |        |